# Boris Johnson

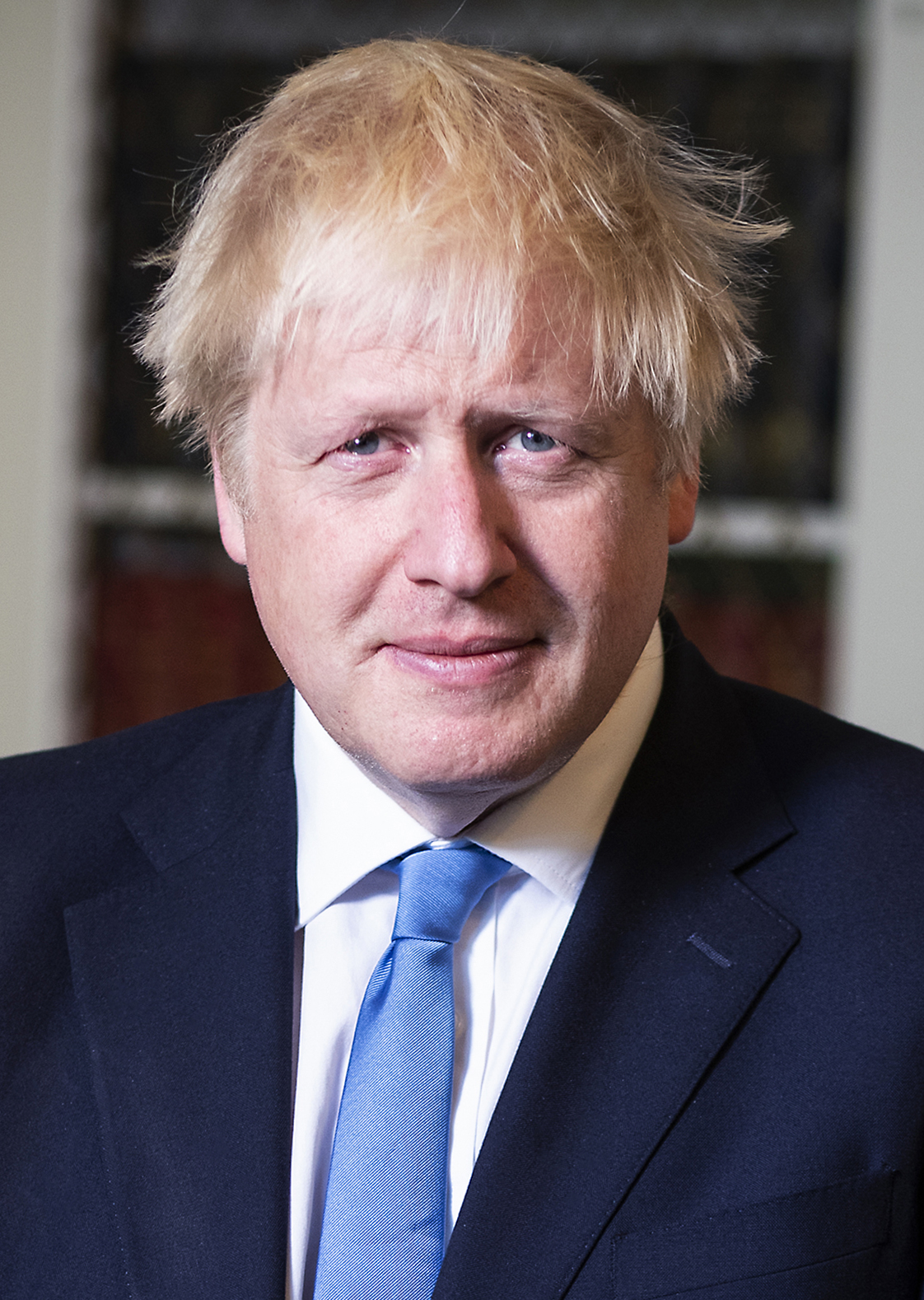
Boris Johnson (2019)

Alexander Boris de Pfeffel Johnson PC (* 19. Juni 1964 in New York City, Vereinigte Staaten) ist ein britischer Politiker (Conservative Party) und Publizist. Vom 24. Juli 2019 bis zum 6. September 2022 amtierte er als Premierminister des Vereinigten Königreichs und war Vorsitzender des Commonwealth of Nations (Juli 2019 bis Juni 2022). Zuvor war er Herausgeber der konservativen Zeitschrift The Spectator (bis Dezember 2005), Bürgermeister von London (Mai 2008 bis Mai 2016) sowie britischer Außenminister (Juli 2016 bis Juli 2018).
Johnson führte die Kampagne der Befürworter eines EU-Austritts des Vereinigten Königreichs vor dem Referendum am 23. Juni 2016 an und galt damals als einer der Favoriten für die Nachfolge des Premiers David Cameron, kandidierte jedoch nicht bei der Wahl des Nachfolgers. In Theresa Mays Regierung war er Außenminister, trat allerdings 2018 zurück, da er nicht mit ihren Brexit-Plänen übereinstimmte. Am 23. Juli 2019 wurde er zum Parteiführer der Conservative Party gewählt. Einen Tag später übernahm er das Amt als Premierminister von Theresa May. Im Oktober 2019 führte er eine vorgezogene Unterhauswahl herbei, die am 12. Dezember 2019 stattfand und den Tories die Mehrheit im Parlament einbrachte.
Seine Politik gegen die COVID-19-Pandemie, die das Vereinigte Königreich seit März 2020 überschattete, war von starken Kurswechseln geprägt. Johnson, der auch selbst erkrankte, verstieß während der sogenannten „Partygate-Affäre“ mehrfach gegen die Corona-Auflagen. Er war damit der erste britische Premierminister, dem während seiner Amtszeit ein Gesetzesbruch nachgewiesen wurde. Weitere Skandale z. B. um Vetternwirtschaft, eine Renovierung des Amtssitzes sowie die Berufung Christopher Pinchers zum Deputy Chief Whip sorgten für vermehrte Kritik. Am 7. Juli 2022 trat Johnson schließlich, aufgrund mangelnder Unterstützung in der konservativen Fraktion, als Parteiführer zurück und kündigte einen Rücktritt als Premierminister an, sobald ein Nachfolger gewählt sei. Am 6. September wurde Liz Truss seine Nachfolgerin in diesem Amt. Im Juni 2023 legte Johnson auch sein Unterhausmandat nieder und schied aus dem Parlament aus.

## Leben

### Herkunft
Alexander Boris Johnson, der privat Alex genannt wird, entstammt der britischen Oberschicht und wurde 1964 als erstes von vier Kindern in New York City geboren. Seine Eltern Stanley Johnson und Charlotte Johnson Wahl (1942–2021) waren damals verheiratet, sein Vater studierte Volkswirtschaftslehre an der Columbia University. Aufgrund seines Geburtsorts besaß Johnson neben der britischen lange Zeit auch die US-amerikanische Staatsbürgerschaft, auf die er 2016 verzichtete, ehe er britischer Außenminister wurde. Sein Vater war von 1979 bis 1984 Abgeordneter der Conservative Party im Europäischen Parlament. Sein Großvater mütterlicherseits James Fawcett (1913–1991) war Mitglied und Präsident der Europäischen Kommission für Menschenrechte.
Johnsons türkischer Urgroßvater väterlicherseits, Ali Kemal, war 1919 kurzzeitig Innenminister des Osmanischen Reiches und wurde 1922 auf Veranlassung Nureddin Paschas ermordet. Johnsons Großvater Osman Kemal floh daraufhin nach London und nahm dort als in Großbritannien naturalisierter türkischer Staatsbürger den Namen „Wilfred Johnson“ an.
Ein Urgroßelternpaar mütterlicherseits waren der aus dem damals zum Russischen Kaiserreich gehörenden Litauen stammende, 1892 mit seinen jüdischen Eltern nach New York ausgewanderte Elias Avery Lowe (1879–1969), ein amerikanischer Paläograf, und dessen Frau Helen Tracy Lowe-Porter (1877–1963), eine bekannte amerikanische Übersetzerin, besonders der Werke von Thomas Mann.
Johnsons Bruder Joseph ist ebenfalls Politiker und sitzt seit 2020 im House of Lords.

### Schulbildung und Studium (1973 bis 1987)

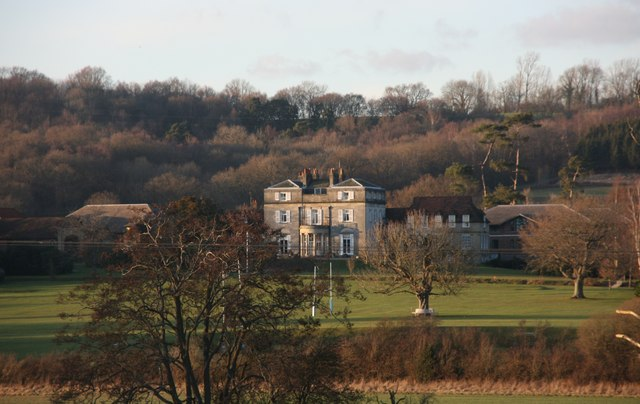
Ashdown House

Johnson besuchte von 1973 bis 1975 die Europäische Schule I in Brüssel. Danach wurde er auf die Vorbereitungsschule Ashdown House in East Sussex geschickt. Dort gewann er ein Stipendium für das private Eliteinternat Eton College, wo er dann ab dem Schuljahr 1977/78 Schüler war. Er begann dort, bei öffentlichen Auftritten gezielt den ungewöhnlichen zweiten Vornamen Boris anstelle seines ersten Vornamens zu verwenden. In dieser Zeit trat er der Church of England bei; seine Mutter war dagegen immer eine Anhängerin des Katholizismus. Seine Schulberichte weisen frühe Erwähnungen von Attributen wie Müßiggang, Selbstgefälligkeit und Unpünktlichkeit auf, die, wie Iain Dale in einem Essay über Johnson bemerkte, ihm auch in seinem späteren Erwachsenenleben anhaften würden. Dennoch brillierte Johnson in Eton und gewann mehrere Preise, unter anderem in Englisch.
Danach verbrachte er von 1982 bis 1983 ein „Gap Year“ in Australien – er unterrichtete Englisch und Latein an der Geelong Grammar School, einem Eliteinternat in Victoria. Von 1983 bis 1987 studierte Johnson Classics am Balliol College der Universität von Oxford. Das Studium schloss Johnson 1987 mit dem Master of Arts ab. Sowohl in Eton als auch in Oxford war er als interessante Persönlichkeit aufgefallen und erreichte einen im Vergleich zu anderen Kommilitonen hohen Bekanntheitsgrad in beiden Einrichtungen.
Seine beiden besten Freunde in dieser Zeit waren ebenfalls Abkömmlinge der britischen Oberschicht: der später wegen Versicherungsbetrugs verurteilte Darius Guppy sowie der heutige 9. Earl Spencer, der jüngere Bruder der Kronprinzessin Diana. In Oxford war Johnson Präsident des Debattierzirkels Oxford Union und Mitglied des Bullingdon Club, außerdem war er zusammen mit Guppy Herausgeber des satirischen Magazins Tributary. Johnson, Guppy und Spencer blieben auch nach der Universitätszeit befreundet.

### Journalistische Laufbahn (1987 bis 2008)
Nach seinem Studienabschluss erhielt Johnson zunächst eine Traineestelle bei einer Unternehmensberatung, gab diese aber nach einer Woche aus Desinteresse wieder auf und begann ein journalistisches Praktikum bei der renommierten Tageszeitung The Times. Dort wurde er entlassen, weil er ein Zitat seines Patenonkels Colin Lucas, später Vizepräsident der Universität Oxford, verfälscht hatte. Er schrieb dann für das mittelenglische Lokalblatt Wolverhampton Express and Star. 1987 wechselte er zum Daily Telegraph und schrieb in der Folge häufig die Leitartikel dieser Zeitung. Von 1989 bis 1994 berichtete er als Brüsseler Korrespondent und erfand Berichte über lächerliche EU-Regulierungen. Von 1994 bis 1999 war er Mitherausgeber der Zeitung und wechselte dann als Hauptherausgeber zum konservativen Wochenblatt The Spectator, für das er bereits 1994 und 1995 gelegentlich politische Kommentare geliefert hatte.
Im April 1998 wurde Johnson durch einen Auftritt in der Fernsehsendung Have I Got News For You erstmals einer breiteren Öffentlichkeit bekannt. Es folgten weitere Auftritte in dieser Sendung. Er wurde nun auf der Straße von den Leuten erkannt und trat später auch in anderen Fernsehsendungen auf, beispielsweise in Top Gear und Question Time.
Am 16. Oktober 2004 löste ein Leitartikel des Spectator einen Skandal aus. Der Anlass war die Berichterstattung über die Geiselnahme und Ermordung des Briten Kenneth Bigley durch irakische Terroristen. Der Artikel kritisierte in harschen Worten, dass sich die Bewohner von Bigleys Heimatstadt Liverpool quasi stellvertretend für Bigley in einer Opferrolle suhlten. Auch gab der Artikel betrunkenen Liverpooler Fußballfans eine Mitschuld an der Hillsborough-Katastrophe. Der Text erschien ohne namentliche Kennzeichnung, Johnson übernahm als Herausgeber des Spectator jedoch die Verantwortung. Da er zu dieser Zeit bereits prominent für die Tories aktiv war, befürchtete seine Partei politischen Schaden. Parteichef Michael Howard beorderte Johnson nach Liverpool, damit er dort Abbitte leiste. Bei einer Live-Sendung der BBC rief Paul Bigley an, der Bruder des Ermordeten, und beschimpfte Johnson. Auch nachdem er 2019 zum neuen Premierminister gewählt wurde, verweigerte er ausdrücklich eine Entschuldigung für die Aussagen des Artikels.

### Persönliches

#### Privatleben
Johnsons erste Ehe mit Allegra Mostyn-Owen bestand seit 1987 und wurde 1993 geschieden. Im selben Jahr heiratete er die gleichaltrige Anwältin Marina Wheeler. Aus dieser Ehe gingen zwei Söhne und zwei Töchter hervor. Im September 2018 teilte das Paar in einer gemeinsamen Erklärung mit, sie lebten nun getrennt und ließen sich scheiden.
2019 wurde bekannt, dass Boris Johnson der Vater einer 2009 geborenen unehelichen Tochter ist.
Im Juni 2019 wurde die Beziehung Johnsons mit der Politikberaterin Carrie Symonds bekannt. Von den Medien wurde sie als „First Girlfriend“ betitelt. Nach der Unterhauswahl am 12. Dezember 2019 zog sie zu Johnson in dessen Dienstwohnung Downing Street No. 10 ein, in der er bis dahin allein gewohnt hatte. Im April 2020 bekamen Johnson und seine Verlobte einen Sohn. Am 29. Mai 2021 heirateten sie in der Westminster Cathedral. Im Dezember 2021 kam eine gemeinsame Tochter zur Welt, im Juli 2023 ein Sohn, im Mai 2025 eine Tochter.

#### Abstammung
Über die Mutter seines Vaters, Marie Louise de Pfeffel (1882–1944), und seine deutsche Ur-ur-Großmutter Adelheid Pauline Karoline von Rottenburg (1805–1872), nichteheliche Tochter des Prinzen Paul von Württemberg, ist Boris Johnson weitläufig mit zahlreichen Staatsoberhäuptern aus dem europäischen Hochadel verwandt. Paul von Württembergs Mutter war eine Urenkelin des Königs Georg II. von Großbritannien.
Boris Johnson ist ein Cousin 6. Grades von König Charles III. durch seine Abstammungslinie, die über seine Urgroßmutter mütterlicherseits Queen Mary führt, als auch über seinen Vater Prinz Philip; ihr letzter württembergischer gemeinsamer Vorfahr war Herzog Friedrich Eugen von Württemberg. Ebenfalls über Paul von Württemberg ist er ein Neffe 5. Grades von König Harald V. von Norwegen, sowie ein Cousin 5. Grades von König Philippe von Belgien, Königin Margrethe II. von Dänemark, Großherzog Henri von Luxemburg, Prinzessin Beatrix der Niederlande und König Carl XVI. Gustaf von Schweden.
Zu dieser Adelsverwandtschaft gehört auch die Politikerin Beatrix von Storch als Cousine 5. Grades von Boris Johnson.
Karoline von Rottenburgs Ehemann war Karl Maximilian Freiherr von Pfeffel (1811–1890), Sohn des bayerischen Gesandten Christian Hubert von Pfeffel (1765–1834) und Enkel des französisch-zweibrückischen Diplomaten Christian Friedrich Pfeffel von Kriegelstein. Über dessen Vorfahrin Magdalena Kriegelstein von Wandelburg (1570–1620), verwitwete Herr, wiedervermählte Birr, ist Johnson auch ein Verwandter von Fürstin Gracia Patricia und deren Sohn Fürst Albert II. von Monaco sowie von Albert Schweitzer.
Eine 1975 gefundene Basler Gruftmumie wurde 2018 als seine Ur-ur-ur-ur-ur-ur-Großmutter Anna Catharina Bischoff (1719–1787) identifiziert.

#### Sonstiges
Für die Hochzeit mit Allegra Mostyn-Owen am 5. September 1987 schrieb der deutsche Komponist Hans Werner Henze das Werk Allegra e Boris für Violine und Viola.
Nachdem Johnson Premierminister geworden war, nahmen Spenden russischer Oligarchen an die Konservative Partei signifikant zu.

## Politische Laufbahn

### Vorlauf und Wahl zum Bürgermeister von London 2008
Boris Johnson, im Volksmund auch BoJo genannt, gehörte seit Juni 2001 als Abgeordneter des Wahlkreises Henley dem House of Commons an. Er kündigte die Möglichkeit seiner Kandidatur für die Londoner Bürgermeisterwahl 2008 am 16. Juli 2007 an. Er trat als Mitglied des Schattenkabinetts zurück, wo er bis dahin für höhere Bildung zuständig war. Am 27. September 2007 wurde er zum Kandidaten der Konservativen Partei ernannt, nachdem er bei einer öffentlichen, stadtweiten Vorwahl 75 % der Stimmen bekommen hatte.

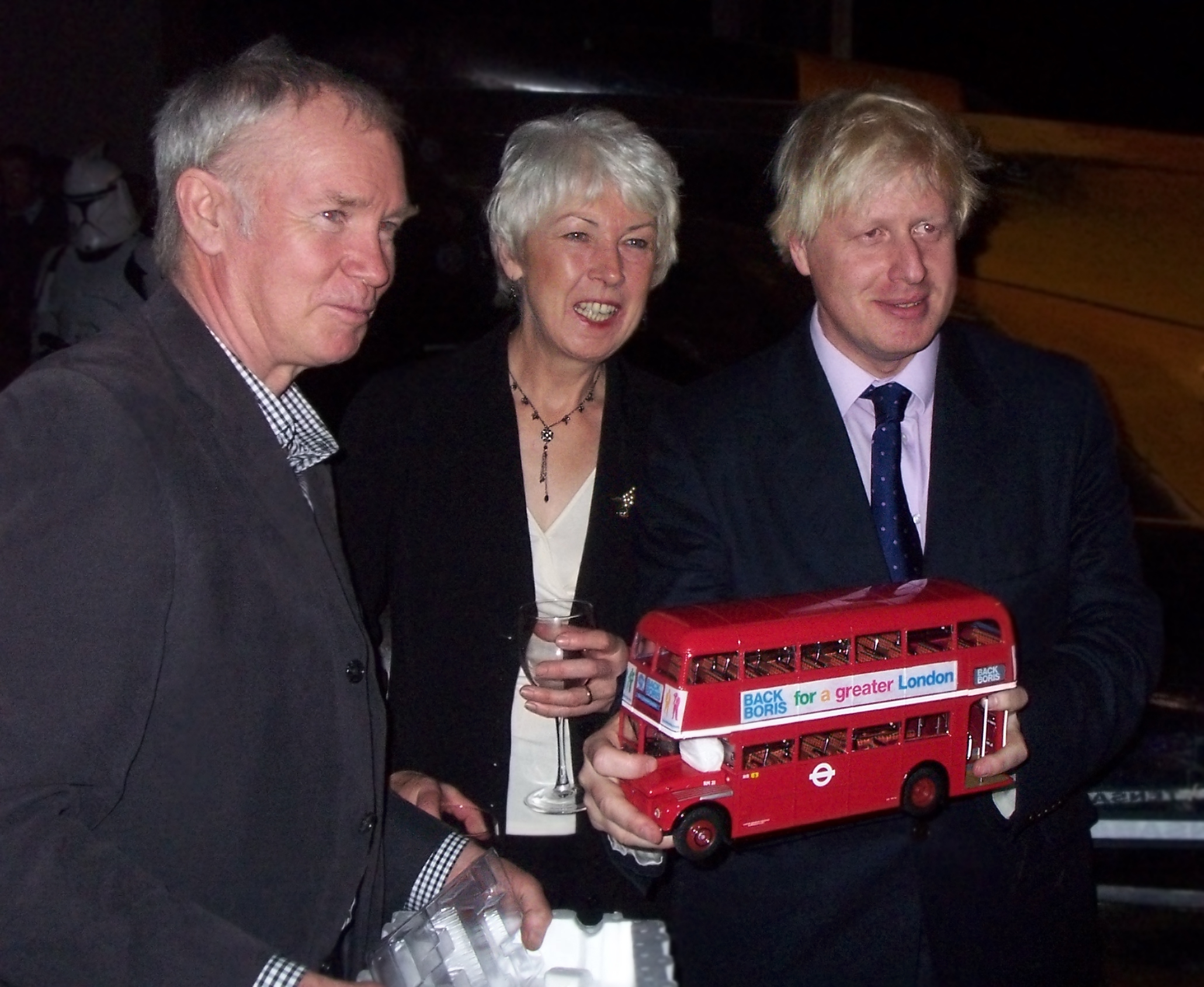
Johnson versprach neue Routemaster-ähnliche Busse, wenn er zum Bürgermeister gewählt würde (2007)

Die Konservative Partei stellte den Australier Lynton Crosby ein, um Johnsons Wahlkampf zu leiten. Wegen Johnsons Neigung, in Fettnäpfchen zu treten, sorgte Crosby dafür, dass Johnson kaum Interviews mit Druck- und Fernsehmedien bestritt und stattdessen bei Radiogesprächen und Fernsehprogrammen tagsüber auftrat, wo eher „leichte“ Fragen gestellt wurden. Johnsons Wahlkampf richtete sich stark auf konservativ-geneigte Vororte im äußeren London und nutzte das Gefühl der dortigen Einwohner, von der Verwaltung unter Ken Livingstone übersehen zu werden. 77 % von Johnsons Wahlkampf wurde von Hedgefonds und Private-Equity-Firmen finanziert.
Bei der Wahl am 1. Mai 2008 erhielt Johnson 53 Prozent der Stimmen und löste damit Ken Livingstone ab. Johnson wurde am 3. Mai 2012 als Amtsinhaber mit 51,5 Prozent der Stimmen in der zweiten Auszählrunde für eine weitere Amtsperiode bestätigt, erneut mit Livingstone als stärkstem Gegenkandidaten.

### Wirken als Bürgermeister von London (2008–2016)

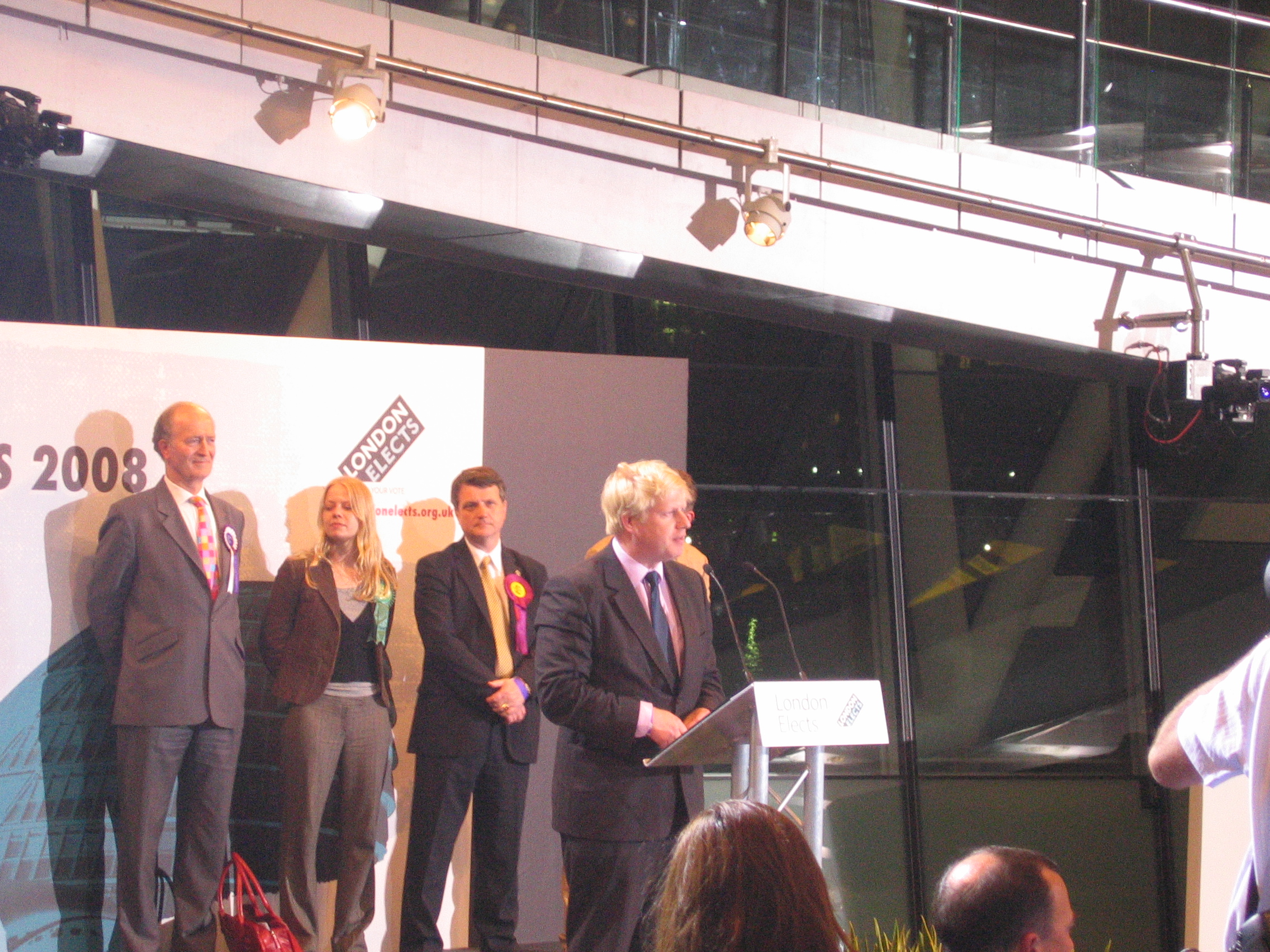
Johnson hält eine Rede anlässlich seines Sieges bei der Wahl zum Bürgermeister von London 2008 in der City Hall.

#### Fahrkarten für den öffentlichen Verkehr
Am Beginn seiner Amtszeit als Bürgermeister kündigte Johnson an, die Oyster-Card, eine Zeitkarte für die öffentlichen Verkehrsmittel, für das gesamte Schienennetz einzuführen. Eines der Ziele in Johnsons Wahlprogramm war, Fahrkartenschalter der Untergrundbahn zu erhalten, im Gegensatz zu Livingstones Ankündigung, 40 Verkaufsstellen zu schließen. Im Juli 2008 verlautete das Büro des Bürgermeisters, dass die Verkaufsstellen nicht geschlossen werden.

#### Alkoholverbot im öffentlichen Verkehr
Wenige Tage nach seiner Amtsübernahme kündigte Johnson am 7. Mai 2008 ein Alkoholverbot im öffentlichen Verkehr Londons an, das dann am 1. Juni desselben Jahres in Kraft trat.
Das Verbot gilt in Fahrzeugen und Stationen von London Underground, Bussen, der Docklands Light Railway (DLR) und den Straßenbahnen im Süden Londons sowie London Overground, den S-Bahn-ähnlichen Verkehren.

#### Neuer Routemaster Bus (Doppeldecker)

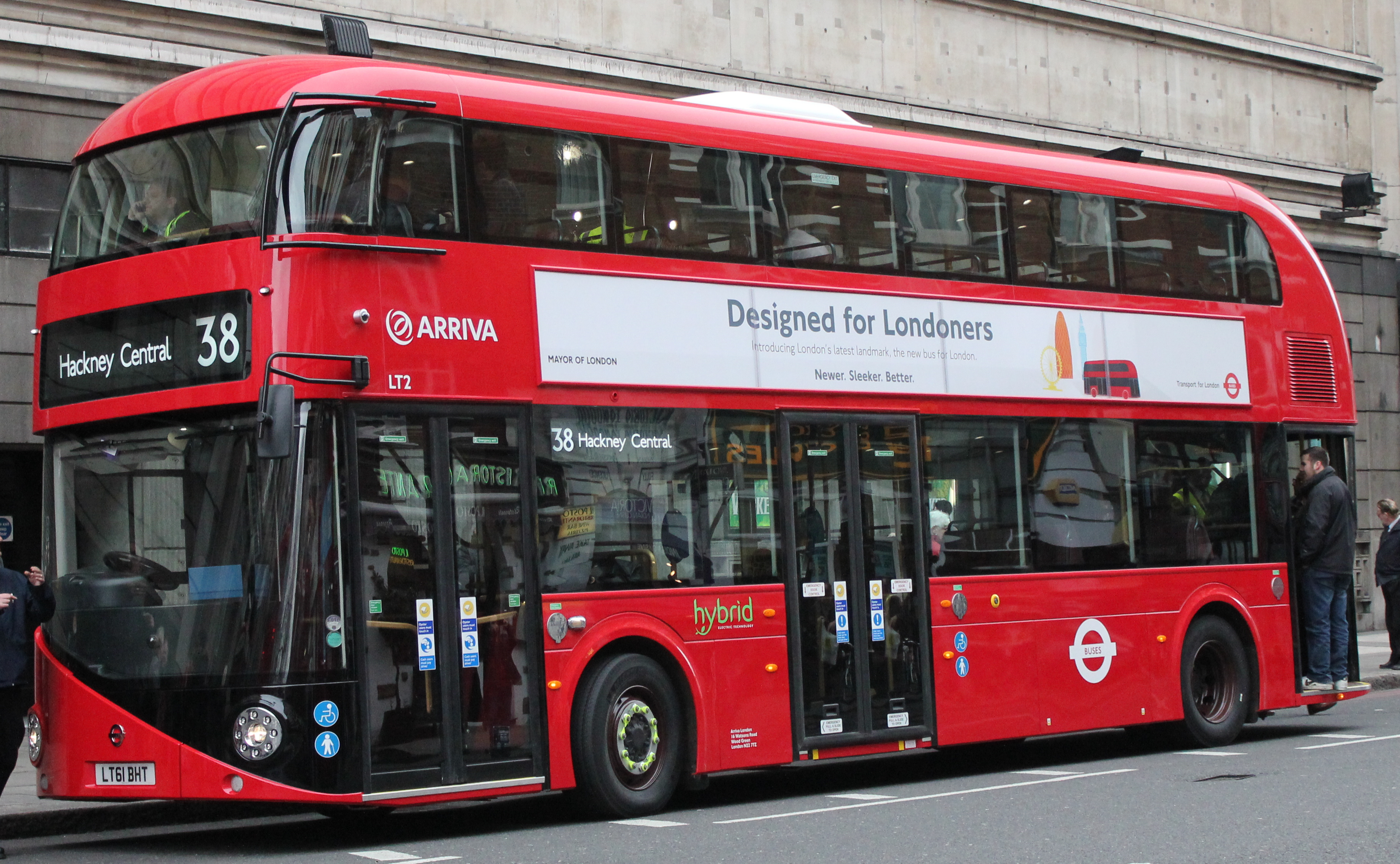
New Bus for London, NB4L oder Borismaster auf Linie 38

Als Teil seiner Wahlkampagne 2008 hatte Johnson angekündigt, einen Ersatz für den populären Routemaster-Bus zu beschaffen, den typischen Londoner roten Doppeldeckerbus, eines der Wahrzeichen der Stadt. Johnson versprach, dass der neue Bustyp ebenfalls eine „hop-on, hop-off“-Plattform wie die alten Busse erhalten würde. Nach einem Gestaltungswettbewerb wurde Wrightbus beauftragt, den neuen Bustyp zu bauen. Die ersten Fahrzeuge, die in Anlehnung an Johnsons Vornamen und den Namen des alten Busses auch Borismaster genannt werden, starteten im Linienbetrieb im Februar 2012, die erste komplette Linie mit den neuen Fahrzeugen im Sommer 2013. Bestellt wurden über 600 neue Busse. Die neuen Busse haben allerdings – entgegen Johnsons Versprechen – aus Sicherheitsgründen Türen und keine Plattform.

#### Fahrradverkehr
Johnson ist überzeugter Radfahrer und erreichte seit der Amtsübernahme 2008 einige Erfolge durch Anstrengungen zur Förderung des Fahrradverkehrs in London, was teilweise auf Vorarbeiten der Verwaltung unter Ken Livingstone aufbauen konnte.
Im Januar 2013 ernannte Johnson den Journalisten Andrew Gilligan als Londoner Fahrradbeauftragten, obwohl Gilligan nur wenig Qualifikation dafür vorweisen konnte. Im März 2013 kündigte Johnson an, in den nächsten Jahren mit Investitionen in Höhe von fast einer Milliarde Pfund das Radfahren sicherer und damit für breitere Bevölkerungsgruppen attraktiv zu machen („to de-Lycrafy cycling“), wobei die Fahrrad-Infrastruktur ausgebaut werden sollte. Im Programm enthalten ist auch ein „Crossrail for bikes“, eine 24 km lange Strecke mit eigenständigen Fahrradwegen, die quer durch London in Ost-West-Richtung verläuft (benannt in Anlehnung an ein großes Schienenverkehrsprojekt).
Die Fahrräder im Londoner Fahrradleihsystem Santander Cycles (bis März 2015 Barclays Cycle Hire) werden üblicherweise „Boris Bikes“ genannt, da Johnson zum Zeitpunkt der Einführung des Systems der Bürgermeister war und es in seiner Amtszeit deutlich ausgeweitet hat.

#### Nachtverkehr der U-Bahn an Wochenenden
Am 21. November 2013 kündigte Johnson größere Änderungen beim Betrieb von London Underground an, was auch eine Ausweitung des U-Bahn-Betriebs auf die Wochenendnächte beinhaltet. Gleichzeitig kündigte er an, dass Räume und Personal sämtlicher Underground-Fahrscheinverkaufsstellen durch Fahrscheinautomaten oder andere Systeme ersetzt werden sollen, um über 40 Millionen Pfund pro Jahr einzusparen.

#### Beziehung zu Jennifer Arcuri
Johnson war eng mit der amerikanischen Technologieunternehmerin, ehemaligen DJ und Model Jennifer Arcuri befreundet. Die Sunday Times beschrieb ihn als regelmäßigen Besucher in ihrer Wohnung und deutete an, dass sie eine sexuelle Beziehung hatten. Im Jahr 2013 erhielt ihr Unternehmen Innotech 10.000 Pfund aus einem Fonds des Bürgermeisters und im Jahr darauf erhielt Arcuri 15.000 Pfund aus einem Regierungsprogramm. Johnson intervenierte, um ihr die Teilnahme an drei Handelsmissionen zu ermöglichen. Die Sunday Times berichtete im September 2019, Johnson habe es versäumt, seine persönliche Beziehung als Interessenkonflikt zu deklarieren. Später im selben Monat verwies die Greater London Authority Johnson und seine Handlungen in dieser Angelegenheit an das Independent Office for Police Conduct (IOPC), „um zu beurteilen, ob es notwendig sei, gegen den ehemaligen Bürgermeister von London wegen des Straftatbestands des Fehlverhaltens im öffentlichen Dienst zu ermitteln“. Das IOPC wurde eingeschaltet, weil der Bürgermeister auch Londons Polizei- und Kriminalitätskommissar ist. Die London Assembly leitete ihre eigenen Ermittlungen ein, pausierte diese jedoch auf Ersuchen des IOPC, um Überschneidungen zu vermeiden. Am 9. November 2019 wurde bekannt, dass der IOPC, der einen Bericht über seine Untersuchung veröffentlichen wollte, beschlossen hatte, dies nach den Parlamentswahlen am 12. Dezember zu tun. Der IOPC veröffentlichte seinen Bericht im Mai 2020 und kam zu dem Schluss, dass es zwar keine Grundlage für eine strafrechtliche Anklage gebe, aber Beweise dafür, dass die enge Beziehung zwischen Johnson und Arcuri Entscheidungen von Beamten beeinflusst habe. Der Bericht kam zu dem Schluss, dass Johnson ein Interesse in Bezug auf Arcuri hätte erklären müssen und dass sein Versäumnis, dies zu tun, gegen den Verhaltenskodex der London Assembly verstoßen haben könnte. Im Namen der London Assembly erklärte der Vorsitzende des Greater London Authority Oversight Committee, dass der Ausschuss nun seine eigene Untersuchung fortsetzen werde.

### Rückkehr ins Parlament
Johnson hatte anfänglich bestritten, während seiner Amtszeit als Bürgermeister auf einen Wiedereinzug ins Unterhaus hinzuarbeiten. Am 26. August 2014 teilte er jedoch mit, er strebe an, als Kandidat des sicheren Wahlkreises Uxbridge and South Ruislip für die Unterhauswahl am 7. Mai 2015 nominiert zu werden. Am 12. September 2014 wurde er als Kandidat aufgestellt.
In einem Interview mit der BBC am 24. März 2015 nannte Premierminister Cameron Johnson einen seiner möglichen Nachfolger im Amt des Premierministers (neben George Osborne und Theresa May).
Am 7. Mai 2015 wurde Johnson gewählt; er erhielt in seinem Wahlkreis 50,2 % der abgegebenen Stimmen. Der bisherige konservative Mandatsinhaber John Randall war nicht erneut angetreten.

### Führende Rolle im Brexit-Wahlkampf
Anfang 2016 weigerte sich Johnson zunächst, sich für einen Brexit auszusprechen. Am 21. Februar 2016 sprach er zum EU-Referendum am 23. Juni 2016 seine Unterstützung für Vote Leave aus, eine am 8. Oktober gegründete Organisation, die eine Kampagne für den Brexit betrieb. Er bezeichnete Camerons Argumente gegen einen Austritt aus der EU als „maßlos übertrieben“ und „Panikmache“. Cameron habe sich in seinen Verhandlungen über eine EU-Reform sehr bemüht, vom Ergebnis sei er aber nicht überzeugt. Er wolle eine grundlegende Änderung in den Beziehungen des UK zur EU. Nach seinem Statement fiel das Pfund Sterling um fast 2 Prozent auf seinen niedrigsten Stand seit März 2009. Johnson profilierte sich schnell als einer der Wortführer der Kampagne für den EU-Austritt. Seine Unterstützung war für die EU-Gegner „von unschätzbarem Wert, weil er sie salonfähig machte“ (Christoph Driessen). Die davon ausgehende Botschaft war für viele: „Wenn er für den Brexit ist, dann kann daran nichts Anrüchiges sein.“
Johnson sagte, die EU versuche, einen „europäischen Super-Staat“ zu errichten. „Napoleon, Hitler, diverse Leute haben das versucht, und es endete tragisch. Die EU ist der Versuch, dies auf andere Weise zu erreichen.“ Am Vormittag des 24. Juni kündigte Cameron seinen Rücktritt als Premierminister und als Parteiführer der Konservativen an. Johnson galt als einer der Favoriten für diese Ämter, bis er am 30. Juni 2016 überraschend mitteilte, dass er dafür nicht kandidiere. Kurz zuvor hatte Justizminister Michael Gove, der bis dahin als Johnsons engster Verbündeter gegolten hatte, seine eigene Kandidatur für die Nachfolge Camerons bekannt gegeben und dabei Johnson scharf kritisiert. Gove sagte, Johnson sei nicht in der Lage, die nötige politische Führung zu gewährleisten oder das Team für die anstehenden Aufgaben aufzubauen.
In der anschließenden Debatte um den künftigen Parteiführer der Konservativen und Premierminister sprach sich Johnson für Andrea Leadsom aus.

### Außenminister (2016–2018)

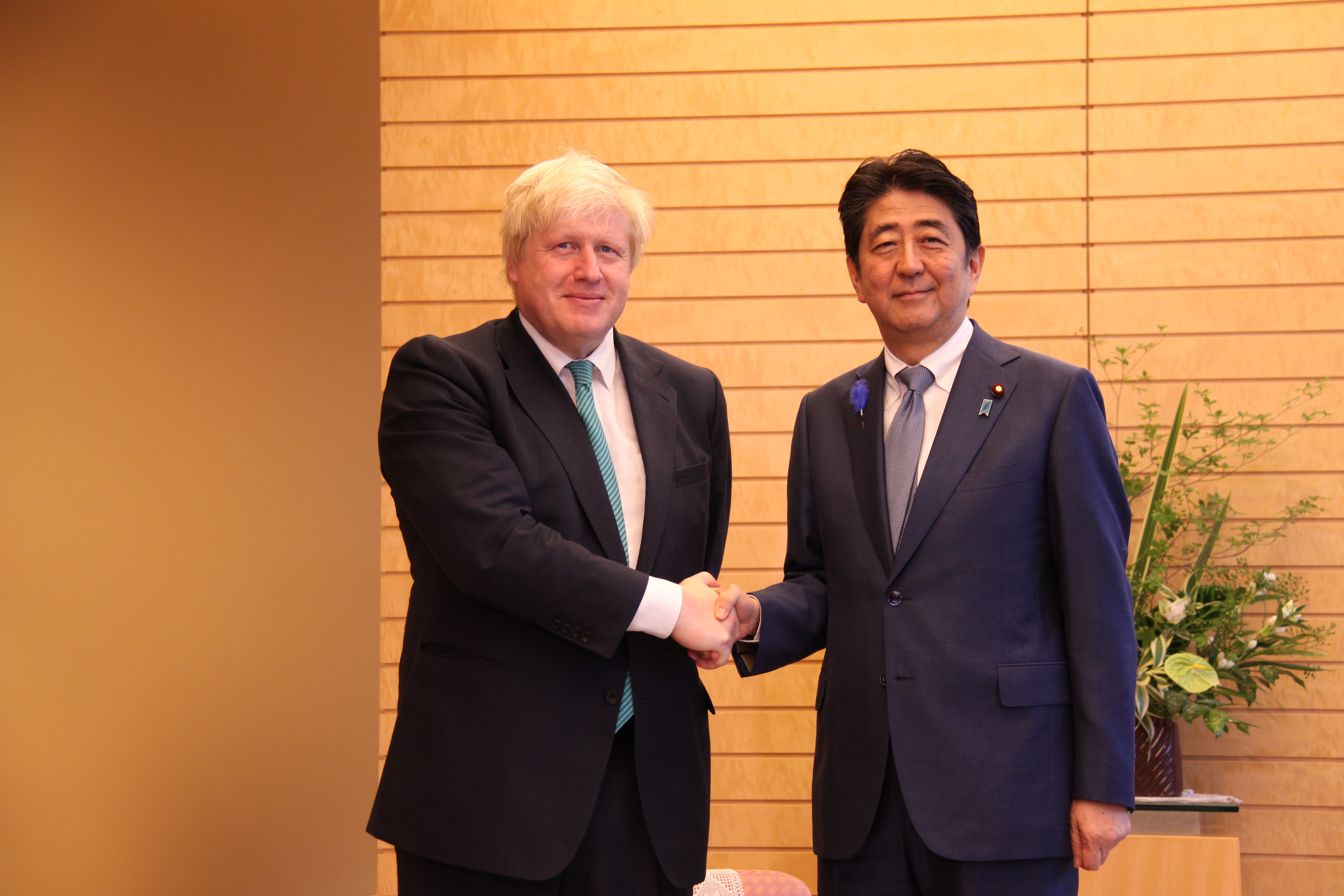
Außenminister Johnson beim Besuch in Japan 2017

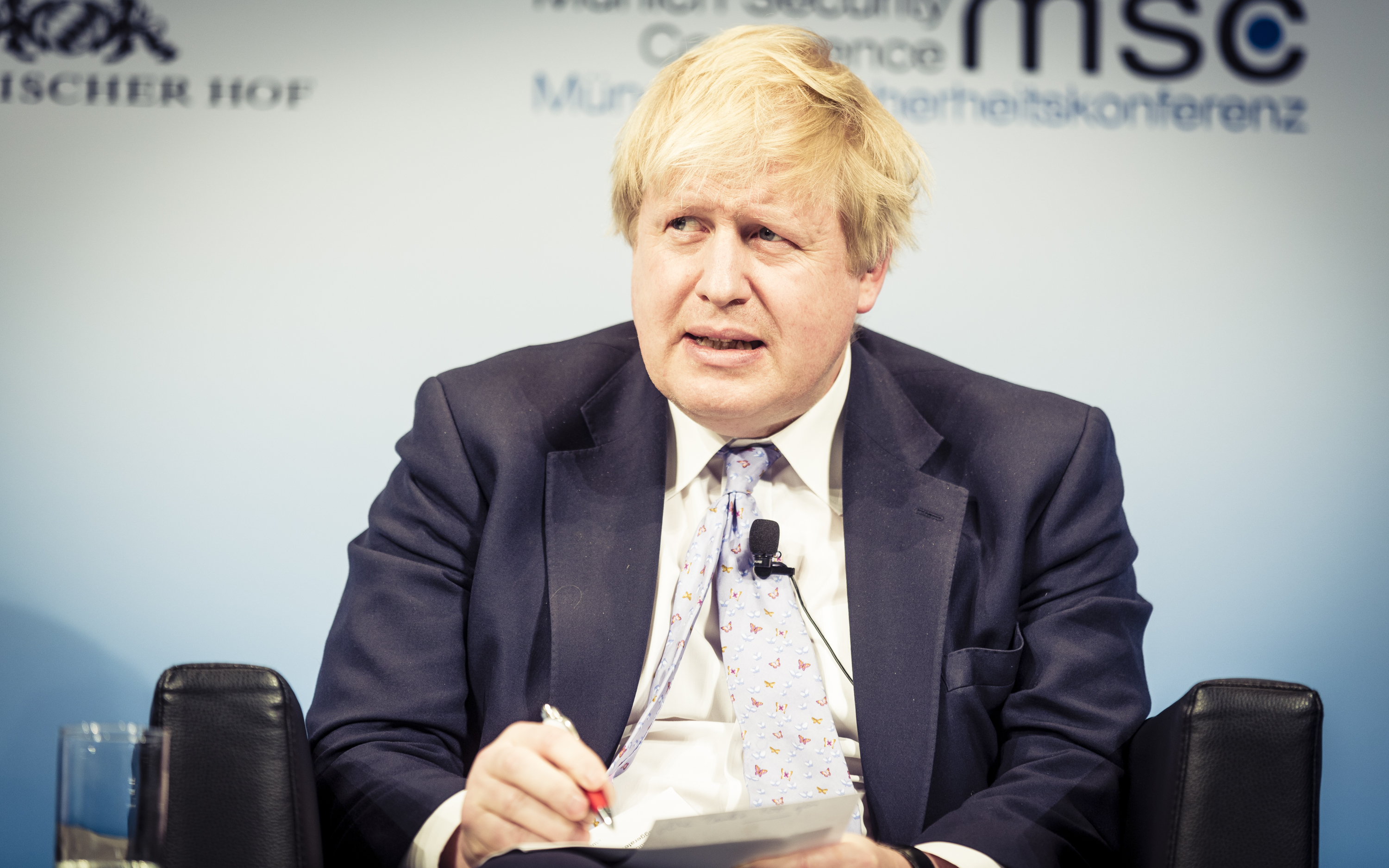
Johnson während der 53. Münchener Sicherheitskonferenz 2017

Die neue Premierministerin Theresa May berief Johnson im Juli 2016 als Außenminister in ihr erstes Kabinett.
Nach der vorgezogenen Unterhauswahl am 8. Juni 2017 beließ May Johnson auf seinem Posten. Mitte September 2017 veröffentlichte Johnson ein vielbeachtetes Statement, in dem er seine „Vision für ein prosperierendes Vereinigtes Königreich nach dem Brexit“ umriss.
Johnson geriet als Außenminister bei einigen Anlässen wegen ungeschickten und leichtfertigen Verhaltens in die Kritik. Als die britisch-iranische Staatsbürgerin Nazanin Zaghari-Ratcliffe im Iran im April 2016 festgenommen wurde und man ihr vorwarf, einen Journalismuslehrgang geleitet zu haben, in dem Propaganda gegen den Iran verbreitet worden sei, gab sie an, nur ihre Großeltern im Iran besucht zu haben. Johnson, 2017 bemüht um ihre Freilassung, sagte in einer Stellungnahme, dass Zaghari-Ratcliffe im Iran doch nichts weiter getan habe „als Journalisten auszubilden“. Vier Tage nach seiner Äußerung stand Zaghari-Ratcliffe im Iran erneut vor Gericht und Johnsons Stellungnahme wurde von der Anklage ausdrücklich als Beweis gegen sie angeführt.
Im Frühjahr 2018 äußerte Johnson nach dem Giftanschlag auf den in England lebenden russischen Ex-Spion Sergei Skripal in einem Radiointerview, dass das verwendete Gift „ohne Zweifel“ aus Russland stamme, obwohl die britischen Experten anhand der chemischen Zusammensetzung nur hatten feststellen können, dass es einem in der früheren Sowjetunion entwickelten Gift glich. Die russische Seite nutzte im Anschluss Johnsons Formulierung, um Zweifel an der britischen Ermittlungsarbeit und Aufrichtigkeit zu säen.
Am 9. Juli 2018 trat Johnson vom Amt des Außenministers zurück, kurz nach dem Rücktritt von David Davis, der das Ministerium für den Austritt aus der Europäischen Union geleitet hatte. Johnson wurde wie Davis zu den Hardlinern bei der Frage über die Ausgestaltung des EU-Austritts Großbritanniens gerechnet.

### Premierminister (2019–2022)

#### Wahl zum Premierminister und Amtszeit bis zur Parlamentswahl 2019
Nachdem Premierministerin Theresa May nach einigen Abstimmungsniederlagen im Unterhaus zum Brexit am 7. Juni 2019 ihren Rücktritt angekündigt hatte, bewarben sich Johnson und mehrere andere prominente Tory-Politiker um die Nachfolge.
Gemäß den Parteistatuten wählten die Mitglieder der konservativen Unterhausfraktion in mehreren Wahlrunden, wobei in jeder Wahlrunde der jeweils Letztplatzierte ausschied. Zwischen den beiden übrig gebliebenen Kandidaten entschieden die Parteimitglieder in einer Urabstimmung.
| Kandidat       | 1. Wahlrunde 13. Juni 2019 | 2. Wahlrunde 18. Juni 2019 | 3. Wahlrunde 19. Juni 2019 | 4. Wahlrunde 20. Juni 2019 | 5. Wahlrunde 20. Juni 2019 |
| -------------- | -------------------------- | -------------------------- | -------------------------- | -------------------------- | -------------------------- |
| Boris Johnson  | 114                        | 126                        | 143                        | 157                        | 160                        |
| Jeremy Hunt    | 043                        | 046                        | 054                        | 059                        | 077                        |
| Michael Gove   | 037                        | 041                        | 051                        | 061                        | 075                        |
| Sajid Javid    | 023                        | 033                        | 038                        | 034                        |                            |
| Rory Stewart   | 019                        | 037                        | 027                        |                            |                            |
| Dominic Raab   | 027                        | 030                        |                            |                            |                            |
| Matt Hancock   | 020                        |                            |                            |                            |                            |
| Andrea Leadsom | 011                        |                            |                            |                            |                            |
| Mark Harper    | 010                        |                            |                            |                            |                            |
| Esther McVey   | 009                        |                            |                            |                            |                            |
| Abstimmende    | 313                        | 313                        | 313                        | 311                        | 312                        |

Bei der Urabstimmung siegte Johnson mit 92.153 Stimmen (66,3 %) über Außenminister Jeremy Hunt, der 46.656 Stimmen (33,7 %) erhielt. 87,4 % der insgesamt 159.320 Parteimitglieder nahmen an der Abstimmung teil.
Nach Mays Rücktritt am 24. Juli 2019 ernannte Königin Elisabeth II. Johnson in seiner Funktion als Parteiführer der Mehrheitspartei im Unterhaus am selben Tag zum Premierminister. Das Kabinett Johnson setzte die Minderheitsregierung des Kabinetts May fort. Johnson ersetzte seine politischen Gegner und auch die Hunt-Befürworter weitgehend aus seinem Kabinett. Unter dem in den nächsten Monaten oft wiederholten Mantra „Get Brexit Done“ gab Johnson aus, dass sein primärer Job als Premierminister sei, den Brexit zu vollziehen. Ende Juli 2019 wurde bekannt, dass Johnson die Öffentlichkeit mit einer 100 Millionen Pfund teuren PR-Kampagne auf einen No-Deal-Brexit vorbereiten wolle. Da Johnson keine Mehrheit im Parlament hatte und eine substanzielle Gruppe innerhalb seiner Parteifraktion gegen den Brexit war, konnte Johnson den Brexit zunächst nicht wie avisiert vollziehen. Im Unterhaus scheiterten diverse Initiativen Johnsons und seines Chefberaters Dominic Cummings diesbezüglich aufgrund des anhaltenden Widerstands des Speakers John Bercow und einer Allianz von Parlamentsabgeordneten quer durch alle Fraktionen, die für einen Verbleib in der EU waren. Auch den Plan, das Unterhaus entgegen der Geschäftsordnung vorzeitig zu beurlauben und so zum Ziel zu kommen, wurde durchkreuzt. Noch vor der Zwangspause des Parlaments verabschiedeten die Abgeordneten einen Gesetzentwurf, der den von Johnson angestrebten Brexit ohne Abkommen (No-Deal-Brexit) verhinderte. Eine daraufhin von Johnson beantragte bzw. zur Abstimmung gestellte, vorgezogene Neuwahl des Parlaments erreichte nicht die erforderliche Zweidrittelmehrheit und wurde damit abgelehnt.
Am 24. September entschied der Supreme Court, dass die verlängerte Beurlaubung ungesetzlich, nichtig und wirkungslos sei („unlawful, null and of no effect“) und dass das Parlament sich damit nicht in Beurlaubung, sondern weiterhin in der Sitzungsperiode befinde.
Um die Pattsituation zu brechen, rief Johnson Neuwahlen aus. Bei der Unterhauswahl am 12. Dezember 2019 gewannen die Konservativen 365 von 650 Sitzen (+ 47), Labour 203 (− 59). Die Konservativen triumphierten nicht nur in ihren traditionellen Hochburgen, sie konnten auch substantielle Gewinne in Nordengland erzielen, wo sie mehrere Sitze im sogenannten red wall (eine Reihe von Unterhaussitzen, die von Labour seit Jahrzehnten gehalten wurden) gewannen. Johnson verteidigte seinen Sitz im Wahlkreis Uxbridge & Ruislip South, wo er 52,6 % der Stimmen erhielt – 1,8 Prozentpunkte mehr als bei der Wahl zuvor. Während des Wahlkampfs verweigerte er als einziger Spitzenkandidat dem BBC-Journalisten Andrew Neil ein Interview, was dieser heftig kritisierte.
Im Februar 2020 führte Johnson eine größere Kabinettsumbildung durch und entließ vier Minister: Andrea Leadsom, Theresa Villiers, Julian Smith und Geoffrey Cox. Dazu quittierte der Schatzkanzler Sajid Javid nach einem Machtkampf mit Johnson um seine Kompetenzen sein Amt; er wurde durch Rishi Sunak ersetzt. Javid war von Johnson mit einem Ultimatum konfrontiert worden, entweder zwei seiner Berater zu entlassen und eine Stelle einzurichten, um eine engere Kontrolle durch 10 Downing Street zu ermöglichen, oder bei der Kabinettsumbildung entlassen zu werden.

#### Seit dem Beginn der COVID-19-Pandemie
Im Januar 2020 erreichte die COVID-19-Pandemie das Vereinigte Königreich. Johnson zeigte sich zunächst unsicher, welche Strategie er im Umgang mit der Pandemie verfolgen solle. Ende März 2020 infizierte sich Johnson selbst mit SARS-CoV-2; er isolierte sich und führte zunächst aus der Wohnung in der Downing Street die Amtsgeschäfte weiter. Seine schwangere Verlobte war auch erkrankt. Am 5. April 2020 wurde er im Londoner St Thomas’ Hospital aufgenommen und dort am 6. April auf die Intensivstation verlegt. Johnson beauftragte den britischen Außenminister Dominic Raab stellvertretend mit der Übernahme der Regierungsgeschäfte.
Am 12. April verließ Johnson das Krankenhaus wieder. In einer Mitteilung bedankte er sich bei den Mitarbeitern des Londoner Krankenhauses: „Ich verdanke ihnen mein Leben.“
Am 27. April 2020 nahm er die Regierungsgeschäfte wieder auf. In den nächsten Wochen erholte er sich auf dem Landsitz Chequers. Johnsons Strategie gegen die Pandemie war von starken Kurswechseln geprägt. Im Juni 2020 kündigte Johnson als Reaktion auf die durch COVID verursachte Wirtschaftskrise ein milliardenschweres Hilfsprogramm an, was er in Analogie zu F.D. Roosevelts New Deal stellte. Er äußerte, eine Rückkehr zur Austerität sei gegenwärtig falsch.
Im Streit um die Black-Lives-Matter-Proteste gegen öffentliche Statuen historischer Personen (so wurde u. a. auch Winston Churchills Westminster-Statue das Opfer von Vandalismus) wandte sich Johnson gegen die Entfernung diverser Statuen aus dem öffentlichen Raum. Die Entfernung der Statue des Kolonialpolitikers Cecil Rhodes vom Oriel College kommentierte er ebenfalls negativ und äußerte, er stehe zur britischen Geschichte mit all ihren gemachten Fehlern. Die Entfernung verglich er mit einem Politiker, der heimlich seinen Eintrag auf Wikipedia zum Positiven verändere.
Im Streit um eine Beteiligung des chinesischen Konzerns Huawei am Ausbau der 5G-Technologie in Großbritannien musste sich die Regierung mit einer anderen Sichtweise der Vereinigten Staaten auseinandersetzen, die Huawei zu einem Sicherheitsrisiko erklärt hatte. Anfang Juli 2020 kam es zudem zu einer parteiinternen Hinterbänkler-Revolte; etwa 60 Rebellen um Iain Duncan Smith forderten Johnson auf, jegliche Beteiligung Huaweis am Netzausbau zu stoppen. Johnsons Regierung, der eine Abstimmungsniederlage drohte, lenkte daraufhin ein. Der zuständige Minister Oliver Dowden gab im Unterhaus bekannt, Huawei vom 5G-Ausbau auszuschließen. Ende 2020 trete ein Einkaufsverbot in Kraft und ab 2027 dürfe es keine 5G-Technik von Huawei mehr in den britischen Netzen geben.
Im September 2020 warb Johnson für ein Binnenhandelsgesetz, das den Nordirland-Regelungen des Austrittsabkommens mit der EU widersprechen würde. Johnson gab an, die EU plane laut EU-Unterhändler Michel Barnier, eine „Lebensmittelblockade“ zwischen Nordirland und dem Rest von Großbritannien zu errichten. Seine Regierung gab im Unterhaus zu, dass das umstrittene Gesetz gegen internationales Recht verstoßen würde. Alle noch lebenden ehemaligen Premierminister sowie eine Reihe konservativer Parteigrößen (wie der ehemalige Justizminister Geoffrey Cox und der ehemalige Schatzkanzler Sajid Javid) wandten sich gegen Johnsons Vorschlag, der beschämend sei für das britische Ansehen auf internationaler Ebene.
Im September 2020 begann in Großbritannien und anderen Ländern die zweite Corona-Welle. Anfang Dezember startete eine große COVID-Impfkampagne. Ab Juni 2021 verbreitete sich die Delta-Variante.
Am 24. Dezember 2020, viereinhalb Jahre nach der Brexit-Abstimmung, schlossen Großbritannien und die EU ein Handelsabkommen; die Risiken eines No-Deal-Brexit (zu dem es ab dem 1. Januar 2021 ohne ein Abkommen gekommen wäre) wurden damit in letzter Minute abgewendet.
Im September 2021 gab Johnson erneut eine größere Kabinettsumbildung bekannt. Als größte Aufsteigerin galt Liz Truss, die als neu berufene Außenministerin in eine der wichtigsten Positionen seines Kabinetts befördert wurde. Sie wurde damit Nachfolgerin von Dominic Raab, der Justizminister wurde und zudem offiziell Vize-Premierminister, nachdem er bereits im Vorjahr Johnson bei dessen Corona-Infektion vertreten hatte.
Durch den Wegfall von osteuropäischen Arbeitsmigranten erlebt Großbritannien seit Herbst 2021 eine Versorgungskrise (insbesondere von Kraftstoff). Von 2020 bis Herbst 2021 hatten 300.000 Arbeitskräfte Großbritannien verlassen. Allein in der Logistikbranche fehlen Großbritannien nach dem Brexit 100.000 Lkw-Fahrer. Johnson spielte das Problem herunter und behauptete, es sei zeitlich begrenzt.
Am 14. Dezember 2021 beschloss eine Mehrheit der Unterhaus-Abgeordneten Verschärfungen von Maßnahmen gegen die COVID-Pandemie und der hochansteckenden Omikron-Variante. Bei der Abstimmung stimmten fast 100 Abgeordnete aus den Reihen der Tories gegen die Vorlage, so dass Johnsons Regierung auf die Stimmen der oppositionellen Labour-Partei angewiesen war.
Am 18. Dezember 2021 reichte Brexit-Minister David Frost seinen Rücktritt ein und äußerte sich besorgt über Johnsons künftigen politischen Kurs.
In den letzten Monaten 2021 und auch Anfang 2022 war Johnsons Regierungszeit von zahlreichen Kontroversen geprägt. Die teure Renovierung der privaten Wohnräume der Johnsons in der Downing Street 10 wurde zum Gegenstand einer offiziellen Untersuchung; die von seiner Frau in Auftrag gegebenen, mit nicht deklarierten Spenden finanzierten Arbeiten führten zu einem gegen die Partei verhängten Bußgeld.

#### Russischer Überfall auf die Ukraine
Am 24. Februar 2022 begann der russische Überfall auf die Ukraine. Der Krieg und seine Folgen (darunter hohe Preise für Energie und Lebensmittel) wurden dominierende politische Themen. Der Vorsitzende der schottischen Konservativen, Douglas Ross, nahm von seiner Rücktrittsforderung wieder Abstand und kommentierte, es wäre inmitten dieser internationalen Krise „nicht die Zeit, über Rücktritte zu diskutieren, es sei denn, es geht um die Amtsenthebung von Wladimir Putin“. Auch der Oppositionsführer Keir Starmer zog seine Rücktrittsforderung gegen Johnson vorerst zurück.
Im April 2022 reiste Johnson nach Kiew und traf dort den ukrainischen Präsidenten Wolodymyr Selenskyj.
In seiner Amtszeit war Johnson ein entschiedener Unterstützer der Ukraine. Johnson betonte mehrmals, dass das Vereinigte Königreich auch nach seinem Amtszeitende an der Seite der Ukraine stehe. Laut dem ukrainischen Präsidenten Wolodymyr Selenskyj, der zum Abschied von Johnson einen Gastbeitrag in der Daily Mail verfasste, fragte Johnson ihn bei jeder Unterhaltung, ob die britische Regierung bzw. das Vereinigte Königreich noch mehr für die Ukraine tun könne.

#### „Partygate“-Affäre und innerparteiliches Misstrauensvotum im Juni 2022

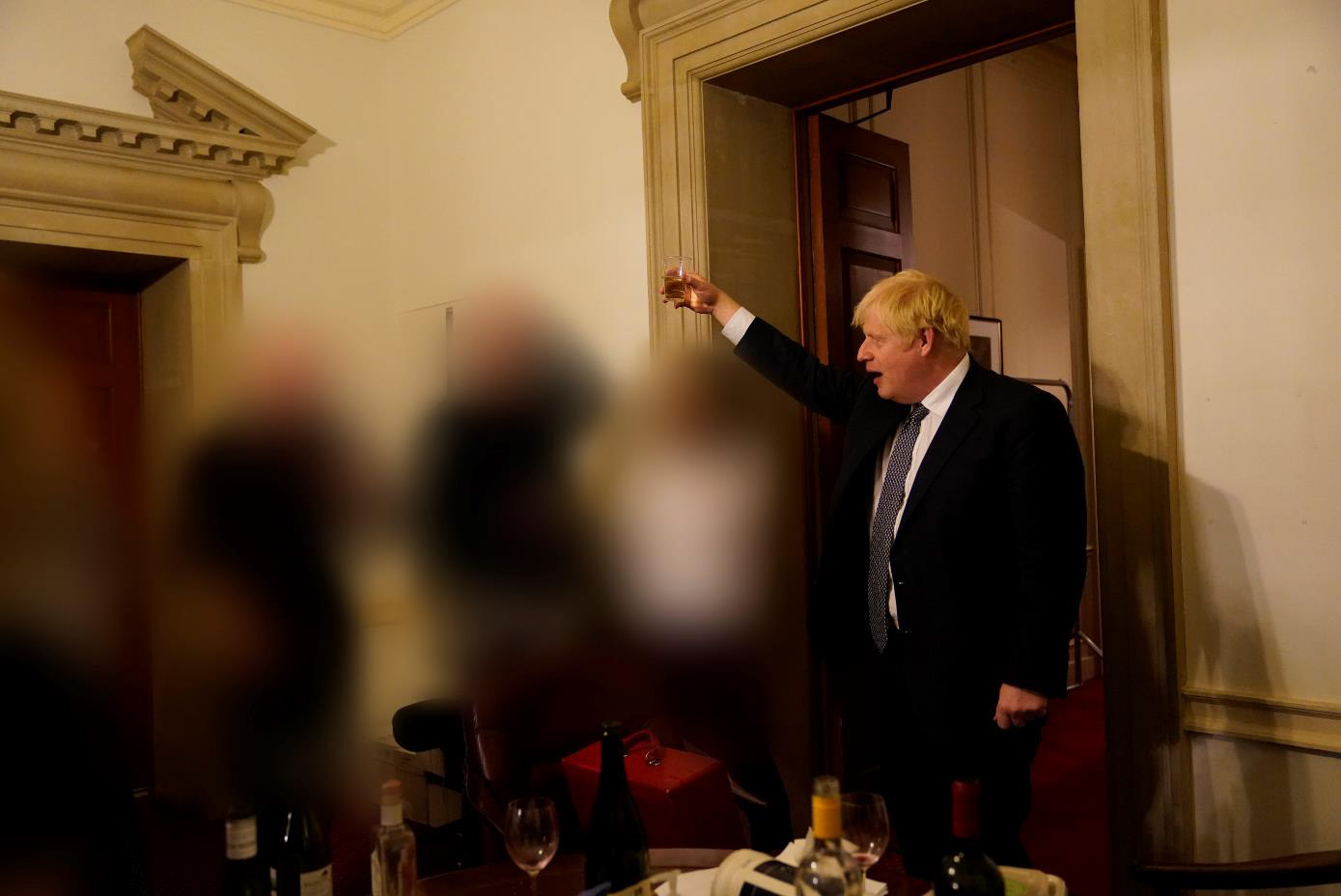
Foto aus dem Sue Gray Report von einem Treffen in No 10 Downing Street zur Zeit der Corona-Beschränkungen. Die Gesichter der anderen Teilnehmenden sind unkenntlich gemacht.

Ab dem Jahresende 2021 kamen immer mehr Einzelheiten über wiederholte Versammlungen und Gartenpartys von konservativen Parteiangehörigen und politischen Weggefährten Boris Johnsons während der Zeit der Corona-Beschränkungen an die Öffentlichkeit. Die unter der Bezeichnung „Partygate“ bekannt werdende Affäre ließ den Eindruck entstehen, dass der Premierminister einerseits die Öffentlichkeit auf die strikteste Zurückhaltung beispielsweise bei privaten Zusammenkünften eingeschworen, sich aber andererseits zusammen mit seinen politischen Freunden selbst nicht daran gehalten hatte. Der am 25. Mai 2022 veröffentlichte Sue Gray Report (nach der Leiterin der Untersuchungen) ergab, dass zwischen Mai 2020 und April 2021 etliche Treffen in No 10 Downing Street, dem Amtssitz des Premierministers und Cabinet Office, 70 Whitehall stattgefunden hatten, bei denen die damaligen geltenden Corona-Beschränkungen nicht eingehalten worden waren.
Am 12. Januar 2022 entschuldigte Johnson sich vor dem Unterhaus für eine Gartenparty, die während des Lockdowns im Mai 2020 stattfand. Er gestand ein, dass er an der Zusammenkunft am 20. Mai 2020 teilgenommen hatte, und erklärte, dass er die Wut in der Bevölkerung darüber verstehe. Niemand habe ihn gewarnt, dass dies gegen die Regeln sei. Der vom früheren Berater zum politischen Gegner mutierte Dominic Cummings widersprach der Aussage umgehend. Aus der Konservativen Partei forderten verschiedene Abgeordnete Johnson zum Rücktritt vom Amt des Premierministers auf, darunter der Vorsitzende der schottischen Konservativen Douglas Ross, der dies bereits früher verlangt hatte. Während der wöchentlichen Fragestunde im Unterhaus am 19. Januar 2022 forderte David Davis ihn mit einem gezielten historischen Verweis auf den Fall von Neville Chamberlain zum Rücktritt auf. Nachdem im selben Monat publik wurde, dass Johnson eine eigene Geburtstagsparty am Regierungssitz abgehalten hatte, bestätigte Scotland Yard, Ermittlungen zu Feiern von Johnson aufgenommen zu haben. Johnson erhielt einen polizeilichen Strafbefehl und bezahlte die Strafe. Er ist damit der erste Regierungschef der britischen Geschichte, von dem aktenkundig ist, dass er gegen das Gesetz verstoßen hat.
Infolge der ans Licht gekommenen Skandale, insbesondere der Partygate-Affäre, musste sich Johnson am 6. Juni 2022 einem Misstrauensvotum seiner Partei stellen, nachdem das nötige Quorum von 15 % der konservativen Parlamentsabgeordneten dies eingefordert hatte. Im Falle einer Niederlage drohte Johnson der Verlust der Ämter des Parteiführers und Premierministers. Johnson gewann die Vertrauensabstimmung mit 211 zu 148 Abgeordnetenstimmen und bezeichnete dies anschließend als „überzeugendes und entscheidendes Ergebnis“. Kommentatoren aus den Reihen der Oppositionsparteien äußerten demgegenüber die Ansicht, dass das Ergebnis zeige, dass der Premierminister geschwächt sei und nicht mehr die Unterstützung der Mehrheit des Unterhauses habe. Es wurde auch auf historische Parallelen von zwei konservativen Amtsvorgängern Johnsons verwiesen, die ebenfalls knapp eine parteiinterne Vertrauensfrage überstanden hatten, aber danach politisch so angeschlagen waren, dass sie sich davon nicht wieder erholten und in der Folge ihr Amt einbüßten: John Major 1993 und Theresa May 2018.
Im März 2023 musste sich Johnson zu seinem Verhalten einer Anhörung in einem parlamentarischen Untersuchungsausschuss stellen, der klären soll, ob er im Unterhaus die Unwahrheit gesagt hat. Der Ausschuss berichtet im Sommer 2023, woraufhin es im Unterhaus zu einer Abstimmung über die Frage kommen wird, ob er als Abgeordneter suspendiert wird. Dem kam Johnson zuvor, indem er am 9. Juni sein Abgeordnetenmandat niederlegte.

#### Regierungskrise im Juni/Juli 2022
Wenig später kam es zu einer weiteren Affäre um den von Johnson erst kürzlich beförderten Whip Chris Pincher, von dem bekannt wurde, dass er in angetrunkenem Zustand im Carlton Club zwei Männer sexuell belästigt hatte. Johnson bestritt zunächst, bei seiner Beförderung Pinchers bereits Kenntnis über frühere Vorwürfe gegen Pincher gehabt zu haben, musste sich dann jedoch korrigieren. Daraufhin traten sowohl Schatzkanzler Rishi Sunak als auch Gesundheitsminister Sajid Javid zurück. Sie sagten, dass sie ihr Vertrauen in Johnson verloren hätten. Viele Juniorminister und andere nachgeordnete Regierungsangehörige traten in den folgenden Tagen ebenfalls zurück. Am 6. und 7. Juli 2022 folgten mit dem Minister für Wales Simon Hart und dem Minister für Nordirland Brandon Lewis zwei weitere Kabinettsmitglieder. Nach und nach wandten sich auch viele bis dahin loyal gebliebene Politiker von Johnson ab. Innenministerin Priti Patel, die noch am 2. Juni 2022 Rücktrittsforderungen an Johnson mit der Bemerkung quittiert hatte, man solle sie „vergessen“ und sich stattdessen auf die wirklichen Probleme konzentrieren, forderte Johnson am 6. Juli 2022 zum Rücktritt auf. Am 6. Juli 2022 entließ Johnson Michael Gove, der ihm kurz zuvor geraten hatte, zurückzutreten.
Am 7. Juli 2022 trat Johnson nach anhaltenden Misstrauensbekundungen aus der eigenen Partei vom Amt des Parteiführers der Conservative Party zurück und stellte seinen Rücktritt als Premierminister in Aussicht, wenn ein neuer Parteiführer gewählt ist.

### Seit seinem Rücktritt
Nachdem seine Nachfolgerin Liz Truss am 20. Oktober 2022 ihren Rücktritt als Premierministerin angekündigt hatte, wagte Johnson ein politisches Comeback. Es gelang ihm jedoch nicht, die beiden erklärten Gegenkandidaten bei der Nachfolgewahl, Rishi Sunak und Penny Mordaunt, zu einem Rückzug zu drängen. Johnson erklärte daraufhin notgedrungen seinen Rückzug aus der Nachfolgewahl.
Am 9. Juni 2023 legte Johnson mit sofortiger Wirkung sein Unterhausmandat nieder. Er reagierte damit offenbar auf den Bericht eines Untersuchungsausschusses. Dieser hatte untersucht, ob Johnson bei seinen Reden vor dem Unterhaus zum Thema „nicht eingehaltene Regeln während der Corona-Pandemie“ (siehe oben im Abschnitt Partygate) wissentlich gelogen hatte. Die Nachwahl um seinen Sitz gewann der konservative Kandidat Steve Tuckwell knapp.

## Rezeption und Kritik

### Zur Rezeption
Boris Johnson identifiziert sich selbst als Anhänger des One-Nation-Konservatismus, der den linken Flügel der Konservativen repräsentiert. In der Times wurden Johnsons politische Positionen als teilweise eher liberal denn konservativ beschrieben. Seine Biographin Sonia Purnell beschrieb Johnsons politische Ansichten als eine ideologische Leere, da er quasi beständig seine Ansichten zu verschiedenen politischen Fragen ändere. Er sei, wenn nichts anderes, jedoch ein Elitist.
Niall Ferguson beschrieb Johnson ebenfalls als einen One-Nation-Tory, der auf nationalen Zusammenhalt und soziale Sicherheit ziele. Eher in der Tradition Benjamin Disraelis stehend, habe Johnson mit seinem Nationalkonservatismus die Tories in die Mitte gerückt.
Der britische Journalist und Historiker Max Hastings, der beim Daily Telegraph mehrere Jahre lang Johnsons Vorgesetzter gewesen war, verglich im März 2008 den damaligen Londoner Bürgermeisterkandidaten Johnson mit der P.-G.-Wodehouse-Figur Gussie Fink-Nottle. Johnson zeichne sich wie Gussie durch Charme, Witz und Brillanz, aber auch alarmierende Anzeichen einer gewissen Instabilität aus. Im Juni 2019 bekräftigte Hastings seine Kritik erneut und warnte vor einer Wahl Johnsons zum Parteiführer:

“There is room for debate about whether he is a scoundrel or mere rogue, but not much about his moral bankruptcy, rooted in a contempt for truth. […] He is unfit for national office, because it seems he cares for no interest save his own fame and gratification.”

„Man kann darüber streiten, ob er ein Schurke ist oder nur ein Schlitzohr, aber jedenfalls ist er moralisch bankrott und hat für die Wahrheit nur Verachtung übrig. […] Er ist für ein staatliches Amt ungeeignet, weil es scheint, dass ihm außer seinem eigenen Ruhm und der Erfüllung seiner eigenen Interessen nichts wirklich wichtig ist.“

Insbesondere nach dem Referendum und dem überraschenden Verzicht Johnsons auf die Kandidatur für das Premierministeramt thematisierten die Medien verstärkt Johnsons Charakter und seine Rolle in der britischen Politik.
Dominic Raab, ab 2019 Außenminister im Kabinett Johnson, schrieb am 30. Juni 2016 vor dem Bekanntwerden von Goves Kandidatur in Anspielung auf einen früheren Heineken-Werbespruch in einem Gastkommentar der Sun:

“He [Johnson]’s got the Heineken effect that refreshes the parts that more conventional politicians cannot reach. … The Conservatives must be the party of the aspirational underdog. Boris and Michael Gove will make a formidable partnership.”

„Er [Johnson] hat den Heineken-Effekt, der die Teile erfrischt, die konventionelle Politiker nicht erreichen. […] Die Konservativen müssen die Partei der aufstrebenden Unterprivilegierten sein. Boris und Michael Gove werden ein beeindruckendes Duo abgeben.“

Amber Rudd, Arbeitsministerin im Kabinett von May und Johnson, kritisierte in einer Fernsehdebatte über das EU-Referendum Boris Johnson mit folgenden Worten: „He’s the life and soul of the party but he’s not the man you want driving you home at the end of the evening.“ (Deutsch: Er ist der Mittelpunkt der Party, aber er ist nicht der Mann, von dem man abends nach Hause gefahren werden will.)
Die FAZ schrieb im Dezember 2021:

„Nicht nur Regierungskritiker erkennen in Johnsons Fehltritten ein Muster, das Rückschlüsse auf seinen Charakter zulässt. Konservative Kommentatoren erinnerten daran, dass Johnson nicht Premierminister wurde, weil er in seiner Partei beliebt war oder gar als geeignet galt, sondern weil man ihm zutraute, die trostlose May-Ära zu beenden und Wahlen zu gewinnen. [...] Erstaunlich viele sind sich einig, dass diese Defizite Johnson zu Fall bringen werden — aber auch darüber, dass dies eher später als früher zu erwarten sei.“

Allister Heath, Chefredakteur der konservativen Zeitung Sunday Telegraph, beklagte eine „toxische Kombination“ in der Downing Street, die aus „Inkompetenz und moralischem Versagen“ bestehe.

### Selektion und Steuerung von Medienzugang
Als Premierminister geriet Johnson vielfach in Konflikte mit den Medien. Daraufhin kultivierte er eine exkludierende Politik gegenüber Medien. Johnsons Rede an die Nation zum Brexit am 31. Januar 2020 wurde von seinen eigenen Mitarbeitern aufgezeichnet statt wie üblich von den britischen Fernsehsendern.
Johnson ließ Anfang Februar 2020 Korrespondenten mehrerer britischer Medien von seinem Pressebriefing ausschließen, darunter Journalisten des Independent, der HuffPost und des Mirror. Aus Protest gegen den Ausschluss verließen auch alle anderen Journalisten das Treffen und der Termin wurde abgesagt.

## Ehrungen
- Ehrendoktorwürde der Brunel University (2007)[173]
- Honorary Fellowship des Royal Institute of British Architects (2011)[174]
- Ehrenbürgerschaft von Odessa (2022)[175]
- Orden der Freiheit (2022)[176]
- Ehrenbürgerschaft von Kiew (2023)[177]

## Veröffentlichungen
2001 veröffentlichte Johnson einen Erfahrungsbericht über den britischen Wahlkampf: Jottings on the Stump. Johnson veröffentlichte weiterhin zwei journalistisch angelegte Bücher (Johnson’s Column und Lend Me Your Ears). 2004 erschien sein erster Roman Seventy-Two Virgins (deutscher Titel: 72 Jungfrauen), in dem er in satirischer Form über einen Terrorangriff auf den US-amerikanischen Präsidenten in London erzählt. 2014 veröffentlichte Johnson mit Der Churchill Faktor eine Biographie seines politischen Helden, Winston Churchill.
Im Zuge der Böhmermann-Affäre nahm Johnson 2016 an der President Erdogan offensive poetry competition der Zeitschrift The Spectator teil und gewann mit folgendem Limerick:

„There was a young fellow from Ankara
Who was a terrific wankerer
Till he sowed his wild oats
With the help of a goat
But he didn’t even stop to thankera.“

- Johnson’s Column. Continuum International – Academi, ISBN 0-8264-6855-1.
- 2001: Friends, Voters, Countrymen: Jottings on the Stump HarperCollins, ISBN 0-00-711913-5.
- 2003: Lend Me Your Ears. HarperCollins, ISBN 0-00-717224-9.
- 2004: Seventy-Two Virgins. HarperCollins, ISBN 0-00-719590-7.
  - deutsch: 72 Jungfrauen. Haffmans & Tolkemitt, Berlin 2012, ISBN 978-3-942989-13-8 (Rezension in: Süddeutsche Zeitung).
- 2005: The New British Revolution. HarperCollins, ISBN 0-00-717225-7.
- 2006: The Dream of Rome. HarperCollins, ISBN 0-00-722441-9.
- 2011: Johnson’s Life of London. HarperPress, ISBN 0-00-741893-0.
- 2014: The Churchill Factor: How One Man Made History. Hodder & Stoughton General Division, ISBN 978-1-4447-8305-6.
  - deutsch: Der Churchill Faktor. Klett-Cotta, Stuttgart 2015, ISBN 978-3-608-94898-1 (Rezension in: Süddeutsche Zeitung).
- 2024: Unleashed. William Collins, ISBN 978-0-008618209 (Autobiographie).[180]